# Leucoma
Il leucoma corneale è una patologia della cornea, che diventa opacizzata per il processo di cicatrizzazione conseguente ad alcuni traumi e ad infiammazioni (ad esempio una cheratite).
La cornea è costituita da cinque strati successivi di cui solo il primo (epitelio corneale) ha la capacità di rigenerare il tessuto originario. Gli strati successivi non hanno possibilità di rigenerazione e quindi il tessuto originario viene sostituito da una cicatrice che, a seconda del livello di opacità e del punto in cui è collocata rispetto alla pupilla, può interferire nel processo visivo.